# Insei (système de gouvernement)
Pour les articles homonymes, voir Insei.

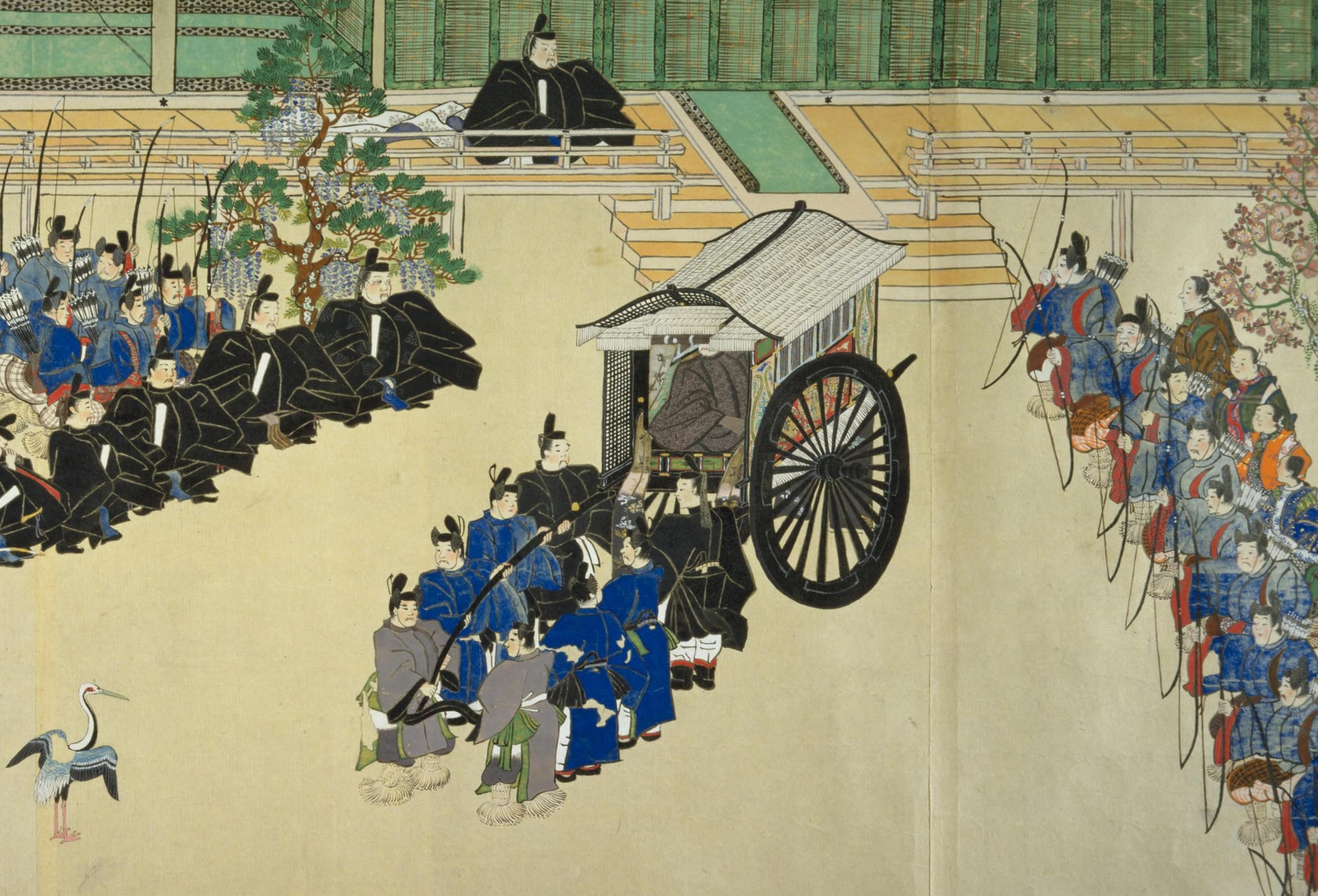
Insei (système du gouvernement)

Dans le Japon de la fin de l'époque de Heian, l’insei, ou « loi du cloître », désigne le système de « gouvernement retiré » des anciens empereurs, qui, bien que s'étant officiellement mis à la retraite et étant devenus moines bouddhistes, continuaient dans les faits à exercer le pouvoir.

## Mise en place de l'insei
Durant les ères Nara et Heian de l'histoire du Japon, le gouvernement était aux mains du clan Fujiwara, qui s'était maintenu au pouvoir via des mariages avec la famille impériale. En 1087, l'empereur Shirakawa se mit à la retraite afin d'échapper à l'influence des régents Fujiwara, inaugurant ainsi le système de l’insei qui dura jusqu'à l'établissement du shogunat de Kamakura en 1192. Durant ce temps, les « empereurs cloîtrés » (portant les titres d’In, de Hō-ō ou de Jōkō) ont réellement régné pendant que se succédaient une dizaine d'empereurs sur le trône.
En abdiquant en faveur de leurs fils, en se retirant dans des temples ou des monastères, et en s'entourant d'une cour d'aristocrates efficaces et n'appartenant pas au clan Fujiwara, appelée In no Chō, les empereurs retirés pouvaient continuer à édicter des ordres (appelés inzen ou hōsho) qui étaient appliqués en lieu et place de ceux de l'empereur en titre.
Du fait des nombreuses abdications au cours du XIIe siècle, il y eut parfois plusieurs empereurs cloîtrés en même temps. Dans ce cas, le plus ancien portait le titre de Hon'in et gouvernait réellement. Ce titre fut porté par trois empereurs retirés qui couvrent la quasi-totalité de l'existence de l'insei :
- l'empereur Shirakawa (1053-1129, r. 1073-1087, In 1087-1129)
- l'empereur Toba (1103-1156, r. 1107-1123, In 1129-1156)
- l'empereur Go-Shirakawa (1127-1192, r. 1155-1158, In 1158-1192)

## Chute du système
Ce système mit fin à l'influence du clan Fujiwara, mais permit la montée en puissance des deux principales familles de samouraïs, les clans Minamoto et Taira, et Taira no Kiyomori, allié de Go-Shirakawa, fut nommé daijō-daijin (premier ministre) en 1167. L'empereur cloîtré finit cependant par devenir hostile aux si puissants Taira et en 1179, alors que leurs relations étaient très tendues, Taira no Kiyomori fit arrêter Go-Shirakawa et abolit l’insei, ce qui créa une forte opposition anti-Taira et déboucha sur la guerre de Genpei en 1180.
Après la mort de Kiyomori en 1181, Go-Shirakawa recommença à régner en tant qu'empereur retiré et l'insei ne disparut en fait réellement en tant que pouvoir politique qu'en 1192 avec la mort de Go-Shirakawa et l'accession de Minamoto no Yoritomo au titre de Seiitaishōgun.
Jusqu'à la restauration Kenmu, cependant, des empereurs continuèrent à se retirer et prendre le titre de jōkō, mais le pouvoir résidait cependant dans les mains du shogunat.